# يسوع المسيح النجم
يسوع المسيح النجم (بالإنجليزية: Jesus Christ Superstar)‏ هو فيلم دراما موسيقي أمريكي من إخراج نورمان جويسون وبطولة تيد نيلي، كارل أندرسون، إيفون إليمان وباري دينن، صدر الفيلم في 15 أغسطس 1973.

## وصلات خارجية
- يسوع المسيح النجم على موقع IMDb (الإنجليزية)
- يسوع المسيح النجم على موقع روتن توميتوز (الإنجليزية)
- يسوع المسيح النجم على موقع ألو سيني (الفرنسية)
- يسوع المسيح النجم على موقع Turner Classic Movies (الإنجليزية)
- يسوع المسيح النجم على موقع أول موفي (الإنجليزية)
- يسوع المسيح النجم على موقع فيلمافينيتي (الإسبانية)
- يسوع المسيح النجم على موقع قاعدة بيانات الأفلام السويدية (السويدية)
- يسوع المسيح النجم على موقع قاعدة بيانات الفيلم (الإنجليزية)
- يسوع المسيح النجم على موقع ليتربوكسد (الإنجليزية)
- يسوع المسيح النجم على موقع كينوبويسك (الروسية)